# Pétrus
Pétrus es un vino tinto de la región vitícola de Pomerol dentro de Burdeos, de donde es la denominación. Se elabora únicamente con uva merlot. Aunque los vinos de Pomerol nunca han sido clasificados, Château Pétrus es hoy uno de los más apreciados y caros del mundo, junto con los primeros crus de la orilla izquierda de la Gironda: châteaux Haut-Brion, Lafite Rothschild, Latour, Margaux y Mouton Rothschild, así como Ausone y Cheval Blanc de la denominación vecina, en la orilla derecha, de Saint Emilion.

## Historia
Propiedad de la familia Arnaud durante la mayor parte de 200 años hasta el final de la Segunda Guerra Mundial, Pétrus fue entonces vendido a la Sra. Loubat, quien había ido adquiriendo la propiedad progresivamente desde 1925. A su muerte en 1961, la finca pasó a su familia, quien con el tiempo vendió la mitad en 1964 a Jean-Pierre Moueix. El propio Moueix había creado una empresa intermediaria Établissements Jean-Pierre Moueix, con sede en Libourne y gradualmente comenzó a adquirir châteaux de la orilla derecha. Después de la muerte de Jean-Pierre Moueix en 2003, su hijo mayor, Jean-François es el gérant de Château Pétrus, mientras que el segundogénito, Christian Moueix, dirige la producción. El vino es elaborado por el enólogo Jean-Claude Berrouet. Este último cedió su puesto a finales de 2007 a su hijo Olivier Berrouet
No hay ningún auténtico château físicamente en la finca, lo que explica por qué el vino normalmente es llamado Pétrus, y no Château Pétrus.

## Viñedo
Las 11,4 hectáreas de viñedo de Pétrus se encuentran sobre una meseta en la porción oriental de Pomerol. Plantado originalmente con las variedades de uva 95% merlot y 5% cabernet franc, esta última ha sido reemplazada lentamente durante el siglo XXI por merlot, convirtiéndose en monovarietal a partir de la añada 2011. La añada 2010 fue la última en contener un 3% de cabernet franc. La finca está entre las primeras de Burdeos que realizó la poda en verde para disminuir los rendimientos de la cosecha y elevar la calidad de las uvas restantes, llegando algunos años a eliminar hasta un 50% de la cosecha. La cosecha está entre las menores de Burdeos en parte a través de este éclaircissage o poda en verde.

## Producción
Las uvas se recolectan totalmente a mano a lo largo de un periodo de dos o tres días y fermentan en cubas de cemento a temperatura controlada. El vino joven envejece en barrica nueva de roble francés durante 20 meses. Se lleva a cabo una severa selección previa al ensamblaje en cuba y algunos lotes se rechazan para el Grand Vin. La producción, en comparación con otros burdeos, es pequeña y un año medio puede producir como mucho 2.500 cajas. En cosechas recientes como 2003 esta media se ha reducido drásticamente. 

## En la cultura popular
- En la serie de televisión Alias, el vino favorito de Julian Sark (interpretado por David Anders) es un Chateau Pétruse 82, una referencia a este vino con solo una ligera diferencia ortográfica.
- En la serie de libros de Thomas Harris sobre Hannibal Lecter, Lecter sirve un Château Pétrus Bordeaux con las "mollejas" de un flautista de la Filarmónica de Baltimore.
- Kanzaki Shizuku comparó un Pétrus cosecha de 1970 con un trasatlántico de lujo en el cómic vinícola japonés Les Gouttes de Dieu.
- Un Pétrus aparece en la trama de la obra de Alexander McCall Smith Espresso Tales.
- En la película Entre copas, los productores al principio querían que la botella de vino que estaba almacenando polvo de Miles fuera de Pétrus, pero la compañía denegó su permiso.[3]
- En el primer episodio (piloto) de la serie Las Vegas, Ed Deline (James Caan), al momento de presentarle a su esposa Jilian (Chery Ladd) a Danny McCoy (Josh Duhamel), Ed le ofrece probar este vino, un Petrus de su bodega personal.

- En el capítulo 23 de la séptima temporada de la serie Frasier, reciben de parte de la mujer de su portero fallecido una botella de Château Pétrus del 45, que según dicen es única en el mundo.

- Carlos Ahumada menciona en su libro Derecho de réplica que es el vino favorito para festejar del Obispo de Ecatepec Onésimo Cepeda.
- En la película Safe House, el personaje de Tobin Frost, interpretado por el actor Denzel Washington, aprecia una botella de Petrus en un restaurante de Johannesburgo.
- En el episodio número 12 ("Beau Soleil") de la primera temporada de la serie The Killing, el personaje del concejal Darren Richmond interpretado por el actor Billy Campbell le ofrece a la detective Linden una copa de Petrus Pomerol 1977.
- En la película Barbacue (Barbacoa entre amigos) de 2014, Jean-Mich, personaje interpretado por Jérôme Commandeur, hace una sangría con un Château Pétrus a la cual se refieren como la mejor sangría del mundo.
- En el anime Bungō Stray Dogs es mencionado por Chūya Nakahara a Dazai Osamu diciendo que vale un ojo de la cara. En el manga, Chuuya le confiesa a Dazai -con cierto pesar- que cuando dejó a la Port Mafia, abrió una botella de Pétrus 1889 para celebrarlo.
- En el cómic ¡García! 3, edición de 2020 es mencionado por El Almogávar pidiendo por teléfono que lleven un par de cajas de Petrus a un evento antes de que lleguen sus invitados.
- En la película Muerte en el Nilo de 1978, es nombrado por Hércules Poirot, protagonista principal de la cinta.